# Донец, Никита Борисович
Ники́та Бори́сович Доне́ц (род. 15 марта 1992, Магнитогорск, Челябинская область, РСФСР, СССР) — российский хоккеист, игравший в составе клуба Казахской хоккейной лиги «Горняк» (Рудный).

## Биография
Воспитанник хоккейной школы магнитогорского «Металлурга». Дебютировал в 2006 году в «дубле» казанского «Ак Барса», игравшем в Первой лиге российского чемпионата. В 2009 году клуб, получивший название «Барс», стал одним из учредителей Молодёжной хоккейной лиги (МХЛ).
В сезоне 2010/2011 представлял другие клубы МХЛ: до 24 января 2011 года «Омских Ястребов», после 26 января — кирово-чепецкую «Олимпию».
Сезон 2011/2012 начал в клубе Высшей хоккейной лиги «Нефтяник» из Альметьевска, но 6 октября 2011 года вернулся в казанский «Барс». По ходу следующего сезона 24 сентября 2012 года перешёл в состав Ханты-Мансийских «Мамонтов Югры» (также МХЛ).
В сезоне 2013/2014 закончил карьеру в казахстанском чемпионате в составе «Горняка» из города Рудного.